# کوه جلاله

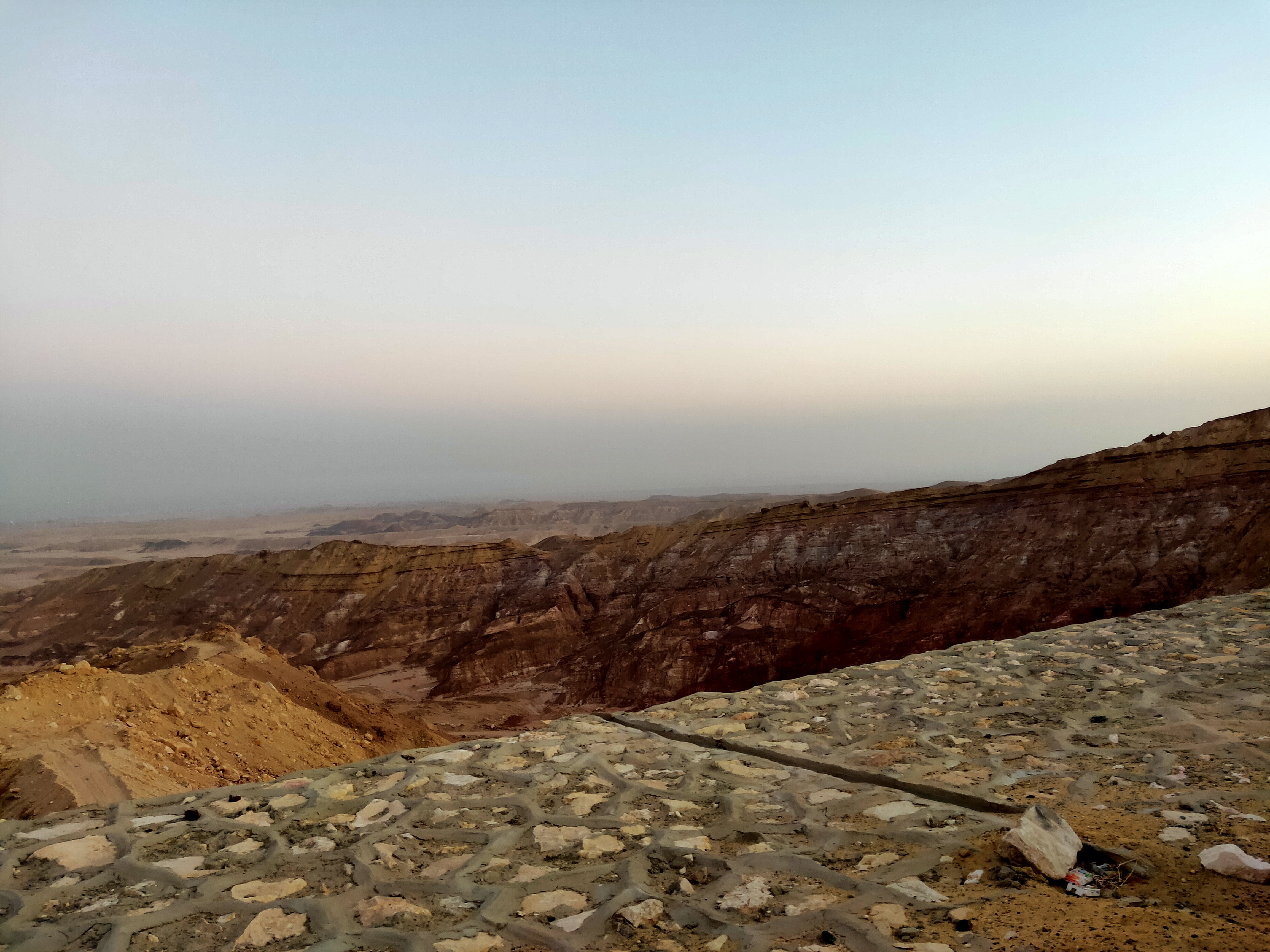
نمایی از غروب خورشید از فراز این کوه

کوه جلاله (عربی: جبل الجلالة) یک کوه واقع در استان سوئز کشور مصر است که در ارتفاع ۳۳۰۰ فوت از سطح دریا واقع شده است. این کوه شامل بسیاری از گونه‌های گیاهی است. این ناحیه هنگامی منابع آب داشت که اکنون خشک شده است. کوه جلاله را فلات جلالیات می‌نامیدند تا اینکه در دهه ۱۹۲۰ تغییر نام داد. کوه جلاله به دلیل سنگ مرمرش مشهور است که برای صادرات استخراج می‌شود. رنگ آن از سفید تا سفید خامه‌ای متفاوت است.
تحقیقی در سال ۱۹۸۹ برای بررسی امکان استفاده از آب دریای سرخ برای جلاله انجام شد و نتایج امیدوارکننده بود. 
یک پروژه بزرگ ساخت و ساز در جلاله، با حمایت عبدالفتاح سیسی و سرمایه‌گذاران به طور مشابه، از سال ۲۰۱۸ در حال انجام است تا از گردشگری در منطقه حمایت کند.